# アルクアラウンド
「アルクアラウンド」は、日本のロックバンド・サカナクションの2作目のシングル。2010年1月13日にビクターエンタテインメントよりリリースされた。

## 概要
バンドのフロントマン・山口一郎によって作詞・作曲された本楽曲は、バンドの2作目のシングルとして、ビクターエンタテインメントより2010年1月6日に配信リリースされた後、1月13日にCDとしてリリースされた。前作「セントレイ」より、約1年1ヶ月ぶりのリリース。
本楽曲は、日本のスポーツ用品販売チェーン・アルペンが展開しているブランド「kissmark」CMソングとして起用された。サウンドは、1980年代のダンス・ミュージックと1960年代のフォークソングを彷彿させる郷愁感あるものに仕上げ、イエロー・マジック・オーケストラや、ゴダイゴなどを彷彿とさせるアレンジがされている。また、本楽曲は、複数のアーティストによってカバー、およびリミックスされている。
アートワークは、hatosが「日本文学的なサイケデリック」をテーマに制作を務め、1980年代を彷彿させるビビッドカラーを使用し、女性の顔の部分に歌詞を記載したデザインとなっている。また、掲載される歌詞は、ネット上ではダミーのものとすり替えられていることも特徴的である。
また、本楽曲は、音楽評論家の肯定的評価を受けており、音楽雑誌『CDJournal』は、本楽曲を「刹那の快楽と思慮深さが同居したキラーチューン」と位置づけている。
関和亮が監督を務めたミュージックビデオは、夜更けの幕張メッセにて一発撮りで撮影され、歩き進むことによって、歩幅に合わせ次々と現れる白い記号とも取れる歌詞を視覚化したタイポグラフィを模したオブジェが現れ、白い文字が黒い背景に重なったときだけ見えるなどのトリックが施されるなど、特徴的な内容となっている。
本ビデオは、複数の賞を獲得しており、第14回文化庁メディア芸術祭では、エンターテインメント部門で優秀賞、2010年度「SPACE SHOWER Music Video Awards」では、Best Director賞を受賞している。また、本ビデオのほかに、ラジオ番組『SCHOOL OF LOCK!』とコラボし、制作されたものも存在する。

## 背景
2008年の3作目のアルバム『シンシロ』以来のリリースとなった本シングルは、日本のチャートで上位を記録するなど、商業的な成功を収めた楽曲となり、本楽曲や前作の影響で、バンドはリスナーや関係者などから切望される様になった。しかし、山口らはそれを望んでいない状態であった。
バンドの表面的な部分を歌った楽曲であり、楽曲のリリースまで2作品のアルバムに収録されている楽曲のような「自分らしさ」がないためである。また、リスナーに対して聞いてもらうにはどうすればいいか、とベクトルを合わせ、制作されたアルバムが『kikUUiki』である。

## 構成
本楽曲は、アップテンポな1980年代のダンス・ミュージックと1960年代のフォークソングを彷彿させる郷愁感あるサウンドに、繊細に紡ぎ出された青年の葛藤をつづった歌詞が乗り、サビでは強い意志が込められたフレーズが繰り返されるノスタルジックな世界観を持った構成である。
全体的には、イエロー・マジック・オーケストラやゴダイゴなどを彷彿させるアレンジがされており、ダンス・ミュージックだけではなく、ロック・エレクトロの要素を兼ね備えて持った楽曲となっている。

## プロモーション
本楽曲は、2009年12月2日に着信メロディとして配信リリースされ、2010年1月6日には、音楽配信サイトなどで先行配信された。その後、同年1月13日には、ビクターエンタテインメントより、CDシングルとしてリリースされた。また、1月30日には、レンタルCDの貸し出しが開始された。
本シングルは、2009年10月にリリースが発表され、同年の11月30日にTOKYO FMのラジオ番組『SCHOOL OF LOCK!』にて、初のオンエアがされた。また、ラジオでのオンエアは、本楽曲がアルペンが展開しているブランド「kissmark」CMソングに起用されていたこともあり、多くのエアプレイを獲得した。
また、本楽曲は、SAMURAI BASEBALLのCBCテレビ制作分『燃えよドラゴンズ!』2016年度・2017年度公式テーマソングに起用された。音楽ゲームでは、タイトー「グルーヴコースター」、コナミデジタルエンタテインメント「BEMANIシリーズ」の「REFLEC BEAT」などでプレイが可能である。2019年には、AbemaTV『オオカミちゃんには騙されない』主題歌に起用された。

## アートワーク
アートワークは、hatosが「日本文学的なサイケデリック」をテーマに制作を務めており、1980年代を彷彿させるビビッドカラー（   ）を使用し、女性の顔の部分に歌詞を記載したデザインとなっている。アートワークに使用されている女性の顔写真は、ベースの草刈愛美である。
また、記載されたデザインは、著作権法の関係上、雑誌やインターネット上に歌詞を無断転載できないことから、公式サイト、およびレコード会社のページに掲載されているジャケット画像は、歌詞を掲載できない旨の文言が入ったダミーのものと差し替えられている。
アートワークは、初回限定盤と通常盤でデザインが異なる。前述のように、初回限定盤はビビッドカラーを起点にしているが、通常盤は紫に近い色を起点にデザインされている。また、iTunesでのデジタルダウンロード版では2つの盤とはまた異なる。通常盤のアートワークが正面の絵柄であることに対し、iTunesでは通常盤よりも斜めの方向で見た様なデザインになっている。

## 評価

### 評論家による評価
| 音楽評論家によるレビュー | 音楽評論家によるレビュー |
| レビュー・スコア         | レビュー・スコア         |
| 出典                     | 評価                     |
| ------------------------ | ------------------------ |
| 『CDJournal』            | 肯定的                   |
| 『Skream!』              | 肯定的                   |
| 『ロッキング・オン』     | 肯定的                   |

本楽曲は、複数の音楽評論家からの肯定的評価を得ている。
- 音楽雑誌『CDJournal』は、楽曲を「刹那の快楽と思慮深さが同居したキラーチューン」と位置づけており、音楽性をロックとエレクトロ・サウンドが融合した、懐かしいダンス・ミュージックを思わせるレトロな仕上がりになっているとコメント。シングルに対し、星を1つ与えている[19]。
- 同誌の田山雄士は「メロディーのよさが通底している」とコメントしている[20]。
- 音楽雑誌『Skream!』の佐々木健治は、楽曲のバンドサウンドに関し「独特の歌心を力強く推し進め、切なさとともに高揚感がこみ上げてくる」と述べている[21]。
- 音楽雑誌『ロッキング・オン』の高橋智樹は、バンドが向き合う方向性と歌詞を比較し、バンドのリアリティに対し、言及している[22]。

### チャート成績
オリコンの調査によると、本シングルは初週に約1万3,000枚を売り上げ、3位を記録している。この記録は、前作のアルバム『シンシロ』で記録した順位よりも高い数値を現しており、記録したチャートランキングでは獲得当時、最も高い記録であった。
また、本楽曲は、iTunesの売り上げ年間チャートランキングで39位を記録している。2013年1月には、日本レコード協会とゴールドディスク認定を受けている。

## ミュージックビデオ

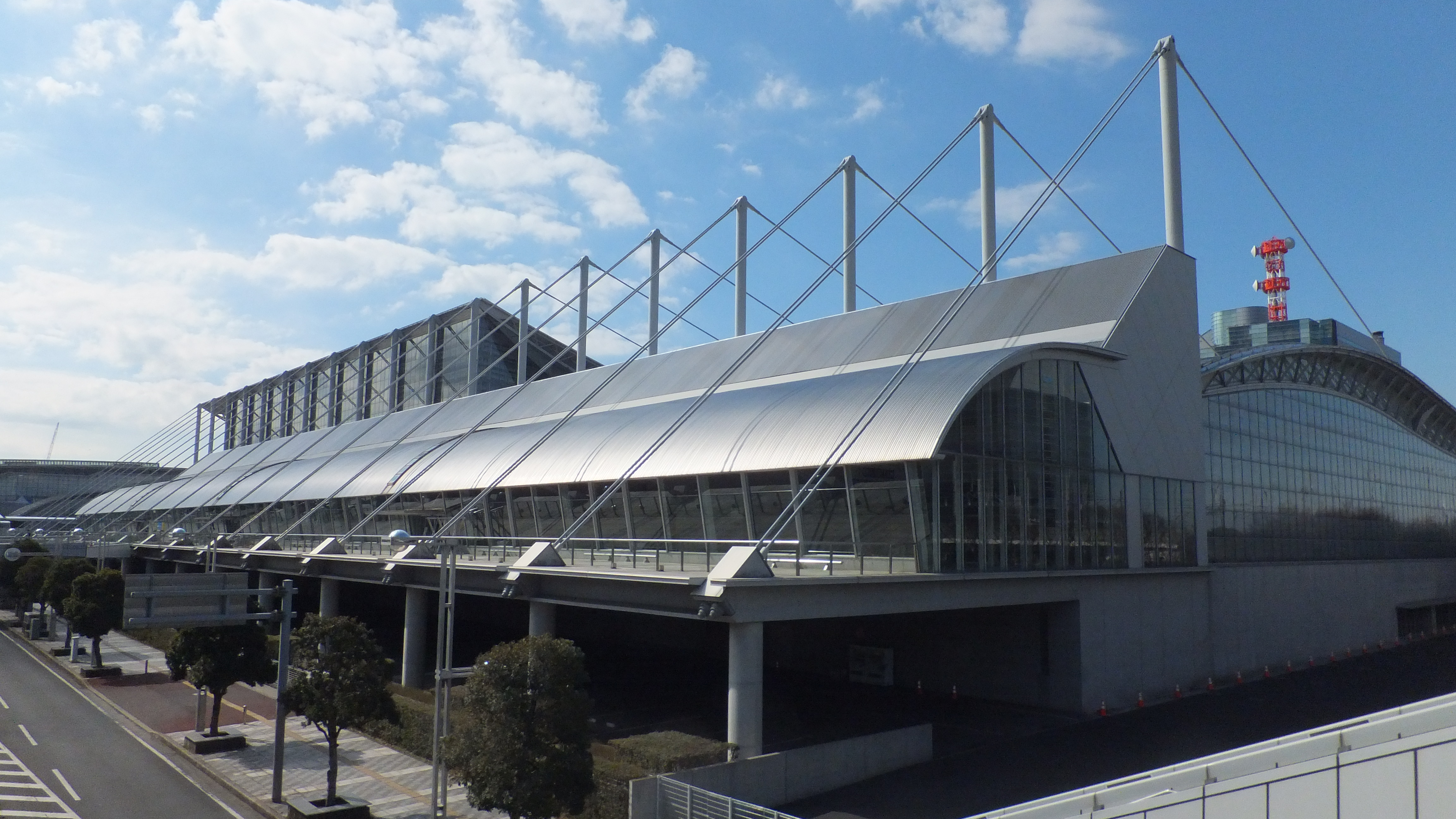
ミュージックビデオの撮影に使用した幕張メッセとその周辺。写真は国際展示場棟9〜11ホールを撮影したもの（2012年撮影）。

本楽曲のミュージックビデオは「ミュージック」などのミュージックビデオを手がけた関和亮が監督を務め、プロデューサーやスタイリスト、アーティストビジュアルオーガナイザーを北澤"momo"寿志が務めている。
ミュージックビデオは、夜更けの幕張メッセにて、一発撮りとしてキヤノン EOS 5D Mark IIが用いられ、撮影された。ビデオでは、歩幅に合わせ次々と現れる、白い記号とも取れる歌詞を視覚化したタイポグラフィを模したオブジェが現れ、白い文字が黒い背景に重なったときだけ見えるなどのトリックが施されており、途中のシーンでは、山口以外のメンバーが歩いてる最中、演奏をしながら現れるなど、様々な演出がされている。
本ビデオは、2011年にリリースされた映像作品集『SAKANARCHIVE 2007-2011 ～サカナクション ミュージックビデオ集〜』に収録された。
また、本ビデオは、複数の賞やヘヴィー・ローテーションを得ている。
- 2010年の「第14回文化庁メディア芸術祭」では、エンターテインメント部門で優秀賞を獲得している。受賞理由として、主催の文化庁メディア芸術祭実行委員会は、CGや合成技術を一切使わず制作されていることや、制作上での繊細な装置調整と限界まで撮影リハーサルを重ね、多くの撮影テイクを経てビデオの撮影に成功したことを評価しており「審査員たちはMVの未来を懸けたのである」という1文を残している[29]。
- 2010年度「SPACE SHOWER Music Video Awards」では「Best Director賞」を受賞[32]。
- 音楽専門チャンネル『100%ヒッツ!スペースシャワーTVプラス』の前身に当たるチャンネル・VMCのヘヴィー・ローテーション『VIDEO OF THE MONTH』、WOWOW『Hits Seeker』の2010年1月度に選出された[33]。

### 『SCHOOL OF LOCK!』版ミュージックビデオ
通常版とは別に、ラジオ番組『SCHOOL OF LOCK!』とコラボレーションをしたミュージックビデオが存在する。本ビデオは、番組内の校長である山崎樹範が考案したものであり、2010年1月12日にビデオの制作と概要が明かされた。ビデオの内容は、番組のリスナー（生徒）が自分が歩いてる携帯動画を番組フォームに送信し、それら送信された500もの動画の中から37作品の動画を繋ぎ合わせ、ひとつのビデオとして完成させている。

## 別バージョン
本楽曲は、複数の音楽家によってカバー、およびリミックスがされている。
カバーでは、GILLEがカバーをしている。カバー・アルバム『I AM GILLE. 2』に収録されており、GILLE自らが歌詞を英訳し、歌謡している。また、本カバーがバンドにとって初となる公式のカバーソングとなる。
リミックスでは、DJ MAYUMIは、リミックス・アルバム『A-TTENT↑ON mixed by DJ MAYUMI』でリミックスしている。保坂壮彦は、自身初のミックスCD『ALL IS LOVE IS ALL』にて、本楽曲をロックリミックスしている。DJ KAORIは、リミックス・アルバム『DJ KAORI'S JMIX IV』でリミックスしている。

## 収録曲
| #         | タイトル             | 作詞 | 作曲・編曲 | 時間 |
| --------- | -------------------- | ---- | ---------- | ---- |
| 1.        | 「アルクアラウンド」 |      |            | 4:26 |
| 合計時間: | 合計時間:            | 4:26 |            |      |

| 全作詞・作曲: 山口一郎。 |                                                          |           |            |                        |      |
| #                        | タイトル                                                 | 作詞      | 作曲・編曲 | 編曲                   | 時間 |
| 1.                       | 「アルクアラウンド」                                     | 山口一郎  | 山口一郎   | サカナクション、冨田謙 | 4:26 |
| 2.                       | 「スプーンと汗」                                         | 山口一郎  | 山口一郎   | サカナクション         | 3:19 |
| 3.                       | 「ネイティブダンサー (Rei Harakami へっぽこre-arrange)」 | 山口一郎  | 山口一郎   | レイ・ハラカミ         | 6:13 |
| 合計時間:                | 合計時間:                                                | 合計時間: | 13:58      |                        |      |

| #         | タイトル                                                                     | 作詞      | 作曲・編曲 | 編曲           | 時間  |
| --------- | ---------------------------------------------------------------------------- | --------- | ---------- | -------------- | ----- |
| 4.        | 「"FISH ALIVE chapter 2" 1 sequence by 3 songs SAKANAQUARIUM 2009 @SAPPORO」 |           |            | サカナクション | 14:12 |
| 合計時間: | 合計時間:                                                                    | 合計時間: | 28:10      |                |       |

## チャート
| チャート                                         | 順位 | 出典   |
| ------------------------------------------------ | ---- | ------ |
| 日本・Billboard JAPAN Adult Contemporary Airplay | 9    | [ 40 ] |
| 日本・Billboard JAPAN Hot 100                    | 4    | [ 41 ] |
| 日本・オリコンCDシングルチャート                 | 3    | [ 42 ] |
| 日本・RIAJ有料音楽配信チャート                   | 38   | [ 43 ] |

### 認定と売り上げ
| 国   | 認定年月   | 認定団体 | 認定     | 売り上げ | 出典          |
| ---- | ---------- | -------- | -------- | -------- | ------------- |
| 日本 | 2012年12月 | RIAJ     | ゴールド | 100,000+ | [ 26 ] [ 27 ] |

| 国   | 集計団体 | 売り上げ/枚 | 出典   |
| ---- | -------- | ----------- | ------ |
| 日本 | オリコン | 27,000      | [ 23 ] |

## 発売日一覧
| 国・地域 | 発売・発信元                      | 発売日・解禁日 | 規格                   | 規格品番     | 出典         |
| -------- | --------------------------------- | -------------- | ---------------------- | ------------ | ------------ |
| 日本     | JFN・TOKYO FM 『SCHOOL OF LOCK!』 | 2009年11月30日 | ラジオ・プレミア       | N/A          | [ 12 ]       |
| 日本     | ビクターエンタテインメント        | 2009年12月2日  | 着信メロディ           | N/A          | [ 8 ]        |
| 日本     | ビクターエンタテインメント        | 2010年1月6日   | デジタル・ダウンロード | VEAML-23806  | [ 9 ] [ 44 ] |
| 日本     | ビクターエンタテインメント        | 2010年1月13日  | マキシシングル         | VICL-36553/4 | [ 9 ]        |
| 韓国     | J-Box Entertainment               | 2010年1月18日  | デジタル・ダウンロード | N/A          | [ 45 ]       |
| 日本     | ビクターエンタテインメント        | 2010年1月30日  | レンタルCD             | VICL-36553/4 | [ 10 ]       |

## ライブ映像作品

### アルクアラウンド
- SAKANAQUARIUM 2010 (B)
- SAKANAQUARIUM 2010 (C)
- SAKANAQUARIUM 2011 "DocumentaLy" -LIVE at MAKUHARI MESSE-
- SAKANAQUARIUM 2013 sakanaction -LIVE at MAKUHARI MESSE 2013.5.19-
- SAKANATRIBE 2014 -LIVE at TOKYO DOME CITY HALL-
- SAKANAQUARIUM2015-2016 "NF Records launch tour" -LIVE at NIPPON BUDOKAN 2015.10.27-
- SAKANAQUARIUM2017 10th ANNIVERSARY Arena Session 6.1ch Sound Around
- SAKANAQUARIUM 2019 "834.194" 6.1ch Sound Around Arena Session -LIVE at PORTMESSE NAGOYA 2019.06.14-